# C/1976 D1 (Bradfield)
C/1976 D1 (Bradfield) ist ein Komet, der im Jahr 1976 nur mit optischen Hilfsmitteln beobachtet werden konnte.

## Entdeckung und Beobachtung
Der Komet wurde am Abend des 19. Februar 1976 (Ortszeit) von William A. Bradfield in Australien mit einem 150-mm-f/5,5-Refraktor entdeckt. Es war seine fünfte Kometenentdeckung, nur drei Monate nach seiner letzten. Er hatte in diesem Zeitraum insgesamt 57 Stunden nach Kometen gesucht. Bradfield schätzte die Helligkeit des Kometen zu etwa 9 mag. Schon am folgenden Tag konnte die Entdeckung durch mehrere andere Beobachter bestätigt werden.
Der Komet war kurz nach seiner Entdeckung auch von der Nordhalbkugel aus zu beobachten. Er wurde nicht wesentlich heller als bei seiner Entdeckung, im April nahm seine Helligkeit bereits wieder ab. Die letzte Beobachtung erfolgte am 28. Mai 1976 am Kitt-Peak-Nationalobservatorium in Arizona.

## Wissenschaftliche Auswertung
In einer Untersuchung von 1983 leiteten E. Everhart und B. Marsden aus 32 Beobachtungen über einen Zeitraum von 97 Tagen Elemente für die ursprüngliche und die zukünftige Bahn ab. Für die Bahn des Kometen lange vor dem Eintreten in das innere Sonnensystem berechneten sie eine elliptische Bahn mit einer Umlaufzeit von etwa 995 Jahren. In der Zukunft würde sich die Umlaufzeit auf etwa 1620 Jahre erhöhen.

## Umlaufbahn
Für den Kometen konnte aus 29 Beobachtungsdaten über einen Zeitraum von 62 Tagen eine elliptische Umlaufbahn bestimmt werden, die um rund 47° gegen die Ekliptik geneigt ist. Die Bahn des Kometen verläuft damit schräg gestellt zu den Bahnebenen der Planeten. Im sonnennächsten Punkt der Bahn (Perihel), den der Komet am 24. Februar 1976 durchlaufen hat, befand er sich mit 126,8 Mio. km Sonnenabstand im Bereich zwischen den Umlaufbahnen von Venus und Erde. Bereits am 26. September 1975 war der Komet in etwa 67,7 Mio. km Abstand an (4) Vesta vorbeigegangen. Am 20. März 1976 näherte er sich dem Mars bis auf etwa 138,5 Mio. km und am 21. März kam er der Erde bis auf etwa 61,9 Mio. km (0,41 AE) nahe. An die Venus fanden keine nennenswerten Annäherungen statt.
In der Nähe des absteigenden Knotens seiner Bahn bewegte sich der Komet Mitte Februar 1975 in geringen Abstand zur Umlaufbahn des Jupiter, und zwar nur etwa 2,7 Mio. km davon entfernt. Der Jupiter hatte diese Stelle seiner Bahn allerdings bereits etwa ein halbes Jahr zuvor passiert. In der Nähe des aufsteigenden Knotens bewegte sich der Komet dann um den 25. März 1976 in unmittelbarer Nähe zur Erdbahn, und zwar in etwa 2,2 Mio. km (0,014 AE) Distanz davon. Das entspricht nur etwas mehr als dem 5 ½-fachen mittleren Abstand des Monds. Die Erde hatte diese Stelle ihrer Bahn aber bereits etwa 3 ½ Wochen zuvor um den 1. März durchlaufen.
Durch die wenigen Beobachtungsdaten weisen die Bahnelemente, wie sie in der JPL Small-Body Database angegeben sind, relativ große Unsicherheiten auf. Nach diesen Angaben und ohne Berücksichtigung nicht-gravitativer Kräfte auf den Kometen hatte seine Bahn einige Zeit vor der Passage des inneren Sonnensystems eine Exzentrizität von etwa 0,99123 und eine Große Halbachse von etwa 95,3 AE, so dass seine Umlaufzeit bei 930 Jahren lag. Der Komet könnte somit zuletzt im Mittelalter um das Jahr 1045 (Unsicherheit ±53 Jahre) erschienen sein.
Durch die Anziehungskraft der Planeten, insbesondere einen sehr nahen Vorbeigang am Jupiter am 23. Dezember 1974 in nur knapp 1 ⅓ AE Abstand sowie eine Annäherung an Saturn am 15. März 1976 bis auf etwa 8 ⅓ AE, wurde die Bahnexzentrizität auf etwa 0,99345 und die Große Halbachse auf etwa 130 AE vergrößert, so dass sich seine Umlaufzeit auf nunmehr etwa 1480 Jahre erhöht. Wenn der Komet um das Jahr 2715 den sonnenfernsten Punkt (Aphel) seiner Bahn erreicht, wird er 38,7 Mrd. km von der Sonne entfernt sein, fast 260-mal so weit wie die Erde und fast 9-mal so weit wie Neptun. Seine Bahngeschwindigkeit im Aphel beträgt nur etwa 0,15 km/s. Der nächste Periheldurchgang des Kometen könnte möglicherweise um das Jahr 3460 (Unsicherheit ±115 Jahre) stattfinden. Dabei besteht die Möglichkeit, dass durch eine erneute starke Annäherung an Jupiter die Umlaufbahn des Kometen massiv gestört wird. Daher könnte seine Umlaufzeit in der Folge in einen weiten Bereich zwischen einigen Hundert und mehreren Tausend Jahren fallen, aber er könnte sogar mit jeweils geringer Wahrscheinlichkeit sowohl zu einem kurzperiodischen Kometen, als auch auf einer hyperbolischen Bahn aus den Sonnensystem hinausgeschleudert werden.

## Meteorstrom
Nachträglich konnte berechnet werden, dass sich die Erde am 29. Februar 1976 in der Nähe des aufsteigenden Knotens der Umlaufbahn des Kometen C/1976 D1 befunden hatte, und zwar in nur 2,5 Mio. km (0,017 AE) Abstand. Vom Kometen auf seiner Bahn zurückgelassener Staub könnte daher jedes Jahr erneut um den 1. März einen Meteorstrom auf der Erde bewirken. Die Meteore würden für etwa eine Stunde von einem Ausgangspunkt nahe dem Stern β Tucanae erscheinen und wären nur von der Südhalbkugel aus sichtbar. Eine besonders günstige Situation zur Beobachtung des Meteorstroms der β-Tucaniden wurde für den 1. März 2003 erwartet. Allerdings wurde auf einer Beobachtungsmission in Südafrika nur ein einziger Meteor beobachtet und es ist daher noch nicht sicher, ob dieser Meteorstrom überhaupt existiert.
Die nächsten günstigen Gelegenheiten zur Beobachtung des Meteorstroms der β-Tucaniden sollten sich in den Jahren 2021 und 2032 ergeben. Am 12. März 2020 wurde durch das Southern Argentina Agile MEteor Radar Orbital System (SAAMER-OS) ein unerwarteter und starker Meteorstrom beobachtet. Auch am 12. und 13. März 2021 konnten die β-Tucaniden durch das neuseeländische Netzwerk der Cameras for Allsky Meteor Surveillance (CAMS) beobachtet werden. Der Meteorstrom wird aber nicht mehr auf den Kometen Bradfield zurückgeführt, sondern auf den Asteroiden (248590) 2006 CS.